# Erik Botheim
Erik Botheim, né le 10 janvier 2000 à Oslo en Norvège, est un footballeur international norvégien qui évolue au poste d'avant-centre au Malmö FF.

## Biographie

### En club
Erik Botheim commence sa carrière dans le club de Lyn Oslo en Norvège. En 2011 il fait un essai au FC Barcelone, s'entraînant avec l'équipe des moins de 12 ans.
En juillet 2016, Botheim s'engage avec le Rosenborg BK. D'abord intégré à l'équipe réserve, il joue son premier match de championnat avec sa nouvelle équipe le 17 septembre 2017, contre Vålerenga Fotball. Ce jour-là, il entre en jeu à la place d'Anders Trondsen et son équipe l'emporte par trois buts à zéro.
Le 17 juillet 2020 Erik Botheim est prêté une saison au Stabæk Fotball,.
Le 17 février 2021, après avoir résilié son contrat avec Rosenborg, Erik Botheim rejoint librement le FK Bodø/Glimt, champion en titre de Norvège. Il s'illustre dès son premier match sous ses nouvelles couleurs, le 9 mai 2021, lors de la première journée de la saison 2021 face au Tromsø IL en marquant son premier but, de la tête sur un service de Alfons Sampsted. Son équipe s'impose par trois buts à zéro ce jour-là. Botheim commence fort la saison en réalisant une série de cinq buts, une réalisation sur chacun des cinq premiers matchs. 
Il se fait remarquer en Ligue Europa Conférence en délivrant trois passes décisives et en marquant deux buts contre l'AS Roma de José Mourinho.
Le 22 décembre 2021, le FK Krasnodar annonce la signature de Botheim dans le cadre d'un contrat de trois ans et demi. En mars 2022, en raison de l'Invasion de l'Ukraine par la Russie en 2022, le contrat de Botheim est suspendu. Le joueur rompt son contrat avec le club russe en mai 2022, sans avoir joué le moindre match pour le FK Krasnodar.
Le 7 juillet 2022, Erik Botheim rejoint l'Italie afin de s'engager en faveur de l'US Salernitana. Il signe un contrat courant jusqu'en juin 2026.
Botheim inscrit son premier but pour la Salernitana le 28 août 2022, lors d'un match de championnat contre la Sampdoria de Gênes. Il entre en jeu et participe à la victoire de son équipe par quatre buts à zéro.
Le 31 janvier 2024, Erik Botheim rejoint la Suède afin de s'engager en faveur du Malmö FF. Il signe un contrat courant jusqu'en décembre 2027.
Il est sacré champion de Suède en 2024, pour sa première saison avec le club.

### En sélection
Avec les moins de 17 ans, il est l'auteur d'un triplé lors d'un match amical contre la Lettonie en août 2016. Il participe ensuite au championnat d'Europe des moins de 17 ans en 2017. Lors de cette compétition, il joue trois matchs, délivrant deux passes décisives contre les Pays-Bas.
Avec les moins de 19 ans, il dispute le championnat d'Europe des moins de 19 ans en 2018. Lors de cette compétition, il joue trois matchs, inscrivant deux buts, contre la Finlande puis face à l'Angleterre. Par la suite, en octobre 2018, il inscrit deux autres buts, contre l'Ukraine et l'Albanie. Botheim est sélectionné pour participer au Championnat d'Europe des moins de 19 ans en 2019, qui se déroule en Arménie. Il participe aux trois matchs de son équipe en tant que titulaire et est même buteur lors de la première rencontre face à l'Irlande, le 15 juillet (1-1).
Il est retenu avec les espoirs pour participer au championnat d'Europe espoirs en 2023.

## Vie personnelle
Proche d'Erling Haaland, il forme avec lui et un autre de leur coéquipier de la sélection U18 de Norvège, Erik Tobias Sandberg (en), le groupe Flow Kingz et sortent en août 2016 sur YouTube le clip Kygo Yo. La vidéo dépasse en 2020 les 5 millions de vues et 150000 likes.

## Palmarès
Rosenborg BK
- - Champion de Norvège en 2017 et 2018.
  - Vainqueur de la Supercoupe de Norvège en 2018.

 Malmö FF
- Championnat de Suède
  - Champion : 2024